# Lithophane japonica
Lithophane japonica là một loài bướm đêm trong họ Noctuidae.